# Louis-Édouard-François-Desiré Pie
Louis-Édouard-François-Desiré Pie ili Kardinal Pie (Pontgouin, 26. rujna 1815. – Angoulême, 18. svibnja 1880.), je bio francuski rimokatolički kardinal i biskup Poitiersa, poznat je po svom gorljivom ultramontanizmu.

## Životopis
Pie je rođen u Pontgouin u biskupiji Chartres, 26. rujna 1815. Godine 1835. Pie je ušao u sjemenište sv. Sulpice, gdje je ostao četiri godine. Zatim je nastavio studirati teologiju u Parizu. Dok je dobivao na važnosti branivši ultramontanizam od galikanaca u Francuskoj, razvija prijateljstvo s opatom Lecomteom, župnikom katedrale u Chartres. 
Opat Lecomte, koji je u više navrata odbio biskupsko imenovanje, je bio ultramontanist, branitelj papinske nepogrešivosti, i veliki štovatelj rada i djela Josepha de Maistrea. Lecomteova smrti, 31. prosinca 1850. godine, je jako pogodila Piea. Pie je zaređen za đakona 9. lipnja 1838.
Liberalni kralj (Luj Filip) bio je na vlasti već gotovo devet godina, kada je protuliberalni otac Pie je započeo svoju pastirsku službu u Chartresu. U svojoj drugoj godini svećeništva, Pie je osuđen zbog korizmene propovijedi, tvrdeći superiornost kršćanstva i kršćanskog života nad liberalnim alternativama. 4. siječnja 1843. godine, biskup Montale, imenovao je Piea njegovim generalnim vikarom. Propovijedavši devetnicu u čast Uznesenja Djevice Marije, 1846., za glavnu temu je uzeo čovjekovu dužnost da se vrati Bogu. Tim propovijedima je čvrsto osudio Francusku revoluciju, koja je ustvrdila koncepciju društva, koje se temelji na čovjekovom, a ne božanskom suverenitetu. 
Papa Pio IX. imenovao je Piea biskupom, 28. rujna 1849. te je bio posvećen 25. studenogiste godine. Dana 29. siječnja 1879., kardinal Nina, državni tajnik Vatikana, službeno je obavijestio Piea o njegovom uzdizanju na dostojanstvo kardinala. Kardinalom ga je imenovao papa Lav XIII.na konzistoriju, 12. svibnja 1879. godine, postavši kardinal svećenik crkve Santa Maria della Vittoria. Umro je godinu dana kasnije u svojoj šezdeset petoj godini, dana 18. svibnja 1880., u mjestu Angoulême, gdje je došao propovijedati. Pokopan je u kripti crkve Notre-Dame la Grande de Poitiers.
Rim je želio, uzvisivši Piea za kardinala, zahvaliti mu za njegov rad u Francuskoj te na Prvom vatikanskom saboru. Njegov glavni životopisac bio je Louis Baunard. Njegov socijalni nauk u posljednjih nekoliko godina oduševljeno promovira Bratstvo svetog Pija X. Za svoje geslo je imao Tvoj sam ja (lat. Tuus sum ego).

## Vanjske poveznice
- (engl.) Stranica Louis-Édouard-François-Desiré Pie na Catholic Hierarchy